# Patricia Tarabini
Patricia Tarabini  (* 6. August 1968 in La Plata) ist eine ehemalige argentinische Tennisspielerin und heutige -trainerin. 1996 gewann sie den Mixed-Titel bei den French Open.

## Karriere
Tarabini, die mit 17 Jahren Profispielerin wurde, gewann in ihrer Karriere 15 Doppeltitel auf der WTA Tour sowie zwei Einzel- und sechs Doppeltitel auf dem ITF Women’s Circuit. 2004 beendete sie ihre Profikarriere.
Als Mitglied der argentinischen Mannschaft nahm sie an den Olympischen Spielen 1992 in Barcelona, 1996 in Atlanta und 2004 in Athen teil. In Athen gewann sie an der Seite von Paola Suárez die Bronzemedaille im Damendoppel.
1996 gewann sie zusammen mit ihrem Landsmann Javier Frana den Mixed-Wettbewerb der French Open.
Seit Juni 2019 trainiert sie die russische Tennisspielerin Anna Kalinskaja.

## Turniersiege

### Doppel
| Nr. | Datum              | Turnier         | Kategorie    | Belag           | Partnerin          | Finalgegnerinnen                            | Ergebnis      |
| --- | ------------------ | --------------- | ------------ | --------------- | ------------------ | ------------------------------------------- | ------------- |
| 1.  | 16. Juli 1989      | Arcachon        | WTA Tier V   | Sand            | Sandra Cecchini    | Mercedes Paz Brenda Schultz                 | 6:3, 7:6      |
| 2.  | 17. September 1989 | Athen           | WTA Tier V   | Sand            | Sandra Cecchini    | Elena Pampoulova Silke Meier                | 4:6, 6:4, 6:2 |
| 3.  | 24. September 1989 | Paris           | WTA Tier V   | Sand            | Sandra Cecchini    | Nathalie Herreman Catherine Suire           | 6:1, 6:1      |
| 4.  | 17. Dezember 1989  | Guaruja         | WTA Tier V   | Hartplatz       | Mercedes Paz       | Claudia Chabalgoity Luciana Corsato         | 6:2, 6:2      |
| 5.  | 22. Juli 1990      | Estoril         | WTA Tier V   | Sand            | Sandra Cecchini    | Carin Bakkum Nicole Jagerman                | 1:6, 6:2, 6:3 |
| 6.  | 29. September 1991 | Bayonne         | WTA Tier IV  | Teppich (Halle) | Nathalie Tauziat   | Rachel McQuillan Catherine Tanvier          | 6:3, Aufgabe  |
| 7.  | 20. September 1992 | Paris           | WTA Tier IV  | Sand            | Sandra Cecchini    | Rachel McQuillan Noëlle van Lottum          | 7:5, 6:1      |
| 8.  | 18. Juli 1993      | Prag            | WTA Tier IV  | Sand            | Inés Gorrochategui | Laura Golarsa Caroline Vis                  | 6:2, 6:1      |
| 9.  | 1. August 1993     | San Marino      | WTA Tier IV  | Sand            | Sandra Cecchini    | Florencia Labat Barbara Rittner             | 6:3, 6:2      |
| 10. | 31. Juli 1994      | Maria Lankowitz | WTA Tier IV  | Sand            | Sandra Cecchini    | Alexandra Fusai Karina Habšudová            | 7:5, 7:5      |
| 11. | 5. April 1998      | Hilton Head     | WTA Tier I   | Sand            | Conchita Martínez  | Lisa Raymond Rennae Stubbs                  | 3:6, 6:4, 6:4 |
| 12. | 12. April 1999     | Amelia Island   | WTA Tier II  | Sand            | Conchita Martínez  | Lisa Raymond Rennae Stubbs                  | 7:5, 0:6, 6:4 |
| 13. | 26. September 1999 | Tokio           | WTA Tier II  | Hartplatz       | Conchita Martínez  | Amanda Coetzer Jelena Dokić                 | 6:7, 6:4, 6:2 |
| 14. | 15. April 2001     | Amelia Island   | WTA Tier II  | Sand            | Conchita Martínez  | Martina Navratilova Arantxa Sánchez Vicario | 6:4, 6:2      |
| 15. | 15. Juli 2001      | Wien            | WTA Tier III | Sand            | Paola Suárez       | Vanessa Henke Lenka Němečková               | 6:4, 6:2      |

### Mixed
| Nr. | Datum        | Turnier     | Kategorie  | Belag | Partner      | Finalgegner               | Ergebnis |
| --- | ------------ | ----------- | ---------- | ----- | ------------ | ------------------------- | -------- |
| 1.  | 9. Juli 1996 | French Open | Grand Slam | Sand  | Javier Frana | Nicole Arendt Luke Jensen | 6:2, 6:2 |

## Resultate bei bedeutenden Turnieren

### Einzel
| Turnier         | 1986 | 1987 | 1988 | 1989 | 1990 | 1991 | 1992 | 1993 | 1994 | 1995 | Karriere |
| --------------- | ---- | ---- | ---- | ---- | ---- | ---- | ---- | ---- | ---- | ---- | -------- |
| Australian Open |      | —    | —    | —    | —    | 2    | 1    | 1    | 2    | 2    | 2        |
| French Open     | 2    | 1    | 2    | 1    | 3    | —    | 1    | 2    | 1    | 1    | 3        |
| Wimbledon       | Q2   | 1    | —    | —    | —    | —    | 1    | 1    | 2    | —    | 2        |
| US Open         | Q1   | 3    | —    | 3    | 1    | 1    | Q1   | 1    | 1    | —    | 3        |

Zeichenerklärung: S = Turniersieg; F, HF, VF, AF = Einzug ins Finale / Halbfinale / Viertelfinale / Achtelfinale; 1, 2, 3 = Ausscheiden in der 1. / 2. / 3. Hauptrunde; Q1, Q2, Q3 = Ausscheiden in der 1. / 2. / 3. Qualifikationsrunde; nicht ausgetragen

### Doppel
Die Tabelle listet die Ergebnisse der Grand-Slam-Turniere, der Tour Championships, der Olympischen Spiele, des Fed Cups bzw Billie Jean King Cups und der Turniere folgender Kategorien auf: 1990–2008: Tier I, 2009–2020: Premier Mandatory und Premier 5, ab 2021: WTA 1000.
| Turnier            | 1986 | 1987 | 1988 | 1989 | 1990 | 1991 | 1992 | 1993 | 1994 | 1995 | 1996 | 1997 | 1998 | 1999 | 2000 | 2001 | 2002 | 2003 | 2004 | 2005 | 2006 | Karriere |
| ------------------ | ---- | ---- | ---- | ---- | ---- | ---- | ---- | ---- | ---- | ---- | ---- | ---- | ---- | ---- | ---- | ---- | ---- | ---- | ---- | ---- | ---- | -------- |
| Australian Open    |      | —    | —    | —    | —    | 1    | 1    | AF   | 2    | AF   | AF   | VF   | HF   | 1    | 2    | 1    | 2    | 1    | —    | —    | —    | 1 × HF   |
| French Open        | —    | 2    | 1    | 2    | VF   | —    | VF   | HF   | AF   | AF   | AF   | VF   | VF   | AF   | VF   | AF   | 1    | 2    | AF   | —    | —    | 1 × HF   |
| Wimbledon          | 1    | AF   | —    | —    | —    | —    | 1    | —    | 2    | VF   | AF   | 1    | 1    | 2    | 2    | 1    | 1    | 1    | AF   | —    | —    | 1 × VF   |
| US Open            | —    | 2    | —    | 1    | AF   | 1    | 1    | VF   | 2    | VF   | AF   | VF   | 1    | AF   | VF   | 2    | 2    | 2    | 1    | —    | —    | 4 × VF   |
| Tour Championships | —    | —    | —    | —    | —    | —    | —    | —    | —    | VF   | —    | VF   | VF   | VF   | —    | —    | —    | —    | —    | —    | —    | 4 × VF   |
| Chicago            |      |      |      |      | —    |      |      |      |      |      |      |      |      |      |      |      |      |      |      |      |      | —        |
| Boca Raton         |      |      |      |      |      | —    | —    |      |      |      |      |      |      |      |      |      |      |      |      |      |      | —        |
| Indian Wells       |      |      |      |      |      |      |      |      |      |      |      | 1    | AF   | HF   | VF   | 1    | 1    | 1    | 1    | —    | —    | 1 × HF   |
| Miami              |      |      |      |      | —    | —    | 2    | 2    | AF   | —    | AF   | VF   | HF   | AF   | 2    | —    | VF   | —    | —    | —    | —    | 1 × HF   |
| Hilton Head Island |      |      |      |      | AF   | VF   | VF   | 1    | 1    | VF   | 1    | VF   | S    | AF   | F    |      |      |      |      |      |      | 1 × S    |
| Charleston         |      |      |      |      |      |      |      |      |      |      |      |      |      |      |      | 1    | HF   | AF   | —    | —    | —    | 1 × HF   |
| Rom                |      |      |      |      | 1    | —    | —    | 1    | HF   | F    | HF   | F    | VF   | AF   | —    | F    | F    | AF   | AF   | —    | —    | 4 × F    |
| Berlin             |      |      |      |      | AF   | —    | —    | VF   | VF   | —    | AF   | VF   | VF   | F    | HF   | 1    | HF   | 1    | 1    | —    | —    | 1 × F    |
| San Diego          |      |      |      |      |      |      |      |      |      |      |      |      |      |      |      |      |      |      | AF   | —    | 1    | 1 × AF   |
| Kanada             |      |      |      |      | —    | —    | —    | VF   | 1    | —    | —    | AF   | HF   | 1    | 1    | 1    | —    | —    | AF   | —    | —    | 1 × HF   |
| Tokio              |      |      |      |      |      |      |      | —    | —    | —    | —    | HF   | 1    | HF   | —    | —    | VF   | —    | —    | —    | —    | 2 × HF   |
| München            |      |      |      |      |      |      |      |      |      |      |      |      | —    | —    |      |      |      |      |      |      |      | —        |
| Zürich             |      |      |      |      |      |      |      | —    | —    | 1    | VF   | HF   | VF   | —    | —    | 1    | 1    | —    | —    | —    | —    | 1 × HF   |
| Philadelphia       |      |      |      |      |      |      |      | —    | HF   | 1    |      |      |      |      |      |      |      |      |      |      |      | 1 × HF   |
| Moskau             |      |      |      |      |      |      |      |      |      |      |      | VF   | VF   | 1    | —    | —    | —    | —    | —    | —    | —    | 2 × VF   |
| Olympische Spiele  |      |      | —    |      |      |      | VF   |      |      |      | 1    |      |      |      | —    |      |      |      | B    |      |      | 1 × B    |
| Fed Cup            |      |      |      |      |      |      |      |      |      | PO   | 1    |      |      |      |      |      |      |      |      |      |      | 1 × PO   |

Zeichenerklärung: S = Turniersieg; F, HF, VF, AF = Einzug ins Finale, Halb-, Viertel-, Achtelfinale; 1, 2, 3 = Ausscheiden in der 1., 2., 3. Haupt- / Finalrunde; Q1, Q2, Q3 = Ausscheiden in der 1., 2. 3. Qualifikationsrunde; KF (kleines Finale) = unterlegen im Spiel um Platz drei; RR = Round Robin (Gruppenphase); nicht ausgetragen oder andere Kategorie; PO (Playoff), P2 = Auf-/Abstiegsrunde zur Weltgruppe I/II im Fed Cup; W2, K1, K2, K3 = Teilnahme in der Weltgruppe II, Kontinentalgruppe I, II, III im Fed Cup.

### Mixed
| Turnier         | 1986 | 1987 | 1988 | 1989 | 1990 | 1991 | 1992 | 1993 | 1994 | 1995 | 1996 | 1997 | 1998 | 1999 | 2000 | 2001 | 2002 | 2003 | Karriere |
| --------------- | ---- | ---- | ---- | ---- | ---- | ---- | ---- | ---- | ---- | ---- | ---- | ---- | ---- | ---- | ---- | ---- | ---- | ---- | -------- |
| Australian Open |      |      | —    | —    | —    | 1    | —    | —    | 1    | 1    | —    | 1    | 1    | 1    | 1    | —    | —    | 1    | 1        |
| French Open     | 1    | VF   | —    | AF   | 2    | —    | 1    | —    | —    | AF   | S    | AF   | 2    | AF   | —    | —    | 1    | —    | S        |
| Wimbledon       | 1    | —    | —    | —    | —    | —    | —    | 2    | 1    | 2    | 2    | 1    | 1    | —    | 1    | 1    | 1    | 1    | 2        |
| US Open         | —    | —    | —    | —    | 1    | —    | 1    | —    | 1    | AF   | 1    | 1    | VF   | 1    | 1    | AF   | 1    | —    | VF       |